# Drefféac
Drefféac – miejscowość i gmina we Francji, w regionie Kraj Loary, w departamencie Loara Atlantycka.
Według danych na rok 2010 gminę zamieszkiwały 1843 osoby, a gęstość zaludnienia wynosiła 130 osób/km².